# Equilibrio termodinamico
In termodinamica si dice che un sistema è in equilibrio termodinamico se le sue variabili di stato (o parametri o coordinate) termodinamiche (ad esempio pressione, volume e temperatura nel caso di un fluido omogeneo) non variano nel tempo e se una variazione di tali parametri (che porta ad uno scostamento del sistema dalla condizione di equilibrio) sia possibile solo se intervengono delle modifiche al contorno del sistema, cioè se l'ambiente che circonda il sistema subisce modifiche che si ripercuotono sul sistema preso in esame, modificandone lo stato.

## Equilibrio e stato termodinamico
Il concetto di equilibrio termodinamico è legato al concetto di stato termodinamico. Un particolare stato termodinamico può essere di equilibrio o di non equilibrio.

## Condizioni necessarie per l'equilibrio termodinamico
Affinché un sistema sia in equilibrio termodinamico devono essere verificate contemporaneamente queste quattro condizioni:
- equilibrio meccanico: c'è equilibrio tra tutte le forze applicate (le forze esterne agenti sul sistema sono bilanciate da quelle interne al sistema);
- equilibrio termico: non ci sono flussi di calore, la temperatura è costante nel tempo ed è la stessa in ogni punto del sistema;
- equilibrio chimico: non avvengono reazioni chimiche o fenomeni di diffusione, la composizione chimica è costante nel tempo ed è la stessa in ogni punto del sistema;
- equilibrio nucleare: non avvengono fissioni cioè reazioni nucleari in cui atomi (ad esempio di uranio-235), vengono divisi in frammenti in un processo che libera energia, o fusioni nucleari dove vi è l'unione di due nuclei leggeri in un nucleo più pesante.